# Alt-lite
Alt-lite, também conhecido como alt-light ou às vezes descrito como nova direita, é um movimento político de direita vagamente definido cujos membros se consideram separados tanto do conservadorismo convencional quanto do nacionalismo branco de extrema-direita característico alt-right. O conceito está associado principalmente aos Estados Unidos, onde surgiu em 2017.
Alt-lite foi cunhado por nacionalistas brancos como um termo pejorativo, em uma tentativa de excluir figuras consideradas mais moderadas da alt-right.

## História
A divisão entre alt-right e alt-lite recebeu mais atenção da mídia em junho de 2017, quando as duas facções se encontraram divididas sobre a questão da participação de Richard Spencer em um comício pela liberdade de expressão em Washington, D.C. Certos indivíduos protestaram contra o envolvimento de Spencer organizando um comício competitivo no mesmo dia, e Spencer referiu-se a esses indivíduos como "alt-lite" e disse que "o movimento precisava de um bom expurgo".